# Duque de Montagu

Brasão de armas de George Montagu, 1.º Duque de Montagu

Duque de Montagu é um título que foi criado duas vezes, primeiro para a família Montagu de Boughton, Northamptonshire, e segundo para a família Brudenell, Condes de Cardigan. Foi criado pela primeira vez no Pariato da Inglaterra em 1705 para Ralph Montagu, 3.º Barão Montagu de Boughton, com o título subsidiário de Marquês de Monthermer, mas foi extinto em 1749. O 1.º Duque foi nomeado Conde de Montagu e Visconde Monthermer em 1689. O Ducado foi então recriado no Pariato da Grã-Bretanha em 1766 (junto com o título subsidiário Marquês de Monthermer) para o genro do falecido duque, George Brudenell, 4.º Conde de Cardigan, que adotou o sobrenome de Montagu. Com sua morte em 1790, o ducado e o marquesado foram extintos pela segunda vez, mas o condado passou para seu irmão, James Brudenell, 5.º Conde de Cardigan.
O ducado recebeu esse nome em homenagem à família Montagu "de Boughton", em Northamptonshire, onde o 1.º Duque construiu a esplêndida e sobrevivente Boughton House, que alegava descender da antiga família anglo-normanda de Montagu, Condes de Salisbury, cuja conexão, no entanto, não foi comprovada. O ancestral mais antigo comprovado da família Montagu de Boughton é Thomas Montagu (falecido em 1516) de Hemington, Northamptonshire, filho de Richard Ladde (falecido em 1484), "também conhecido como Montagu", de Hanging Houghton em Northamptonshire, cuja família de Ladde está registrada nas escrituras daquele lugar de 1355. Richard Ladde "também conhecido como Montagu" foi o pai de Sir Edward Montagu, Lord Chief Justice (tataravô do 1.º Duque), que comprou a propriedade de Boughton em 1528. É sugerido pelo Complete Peerage que a família Ladde adotou o sobrenome de Montagu devido a "ter que lidar com alguma herança Montagu", ou seja, ditado pelos termos de um legado de um membro daquela família, como era prática comum, exigindo que o legatário adotasse o sobrenome e as armas do legador, onde um ramo de uma família havia morrido na linha masculina. Collins Peerage sugere que a família Montagu de Boughton descendia de James "Montagu", filho natural de Thomas Montagu, 4.º Conde de Salisbury (1388-1428), avô materno de " Warwick the King-Maker ", 16º Conde de Warwick, 6.º Conde de Salisbury. A família Montagu de Boughton e seus descendentes usam o brasão de Montagu, Condes de Salisbury, mas diferenciado por uma borda de zibelina, e os quartos com o brasão de Monthermer, assim como os Condes de Salisbury, mas sem distinção.
Sir Edward Montagu de Boughton foi ancestral de Montagu, Duque de Montagu, Montagu, Condes e Duques de Manchester, Montagu, Condes de Sandwich e Montagu, Condes de Halifax.

## Condes de Montagu (1689)
Outros títulos: Barão Montagu de Boughton (1621)
- Ralph Montagu, 3.º Barão Montagu de Boughton, 1.º Conde de Montagu (1638–c. 1709) (criado Duque de Montagu em 1705)

## Duques de Montagu, primeira criação (1705)
Outros títulos: Conde de Montagu (1689) e Barão Montagu de Boughton (1621)
- Ralph Montagu, 1.º Duque de Montagu (1638–c. 1709) foi um cortesão e diplomata
- John Montagu, 2.º Duque de Montagu (1690–1749), único filho do 1.º Duque, morreu sem descendência masculina

## Duques de Montagu, segunda criação (1766)
Outros títulos: Marquês de Monthermer (1766), Conde de Cardigan (1661), Barão Brudenell de Stonton, no condado de Leicester (1628) e Barão Montagu de Boughton, no condado de Northampton (1786)
- George Montagu, 1.º Duque de Montagu (1712–1790), genro do 2º Duque
  - John Montagu, Marquês de Monthermer (1735–1770), filho único do 1.º Duque, faleceu solteiro antes de seu pai